# Yeongwol
Yeongwol (Yeongwol-gun, âm Hán Việt: Ninh Việt quận) là một huyện thuộc tỉnh Gangwon, Hàn Quốc. Huyện này có diện tích 1127,36 km², dân số năm 2000 là 45.287 người.

## Khí hậu
| Dữ liệu khí hậu của Yeongwol             | Dữ liệu khí hậu của Yeongwol | Dữ liệu khí hậu của Yeongwol | Dữ liệu khí hậu của Yeongwol | Dữ liệu khí hậu của Yeongwol | Dữ liệu khí hậu của Yeongwol | Dữ liệu khí hậu của Yeongwol | Dữ liệu khí hậu của Yeongwol | Dữ liệu khí hậu của Yeongwol | Dữ liệu khí hậu của Yeongwol | Dữ liệu khí hậu của Yeongwol | Dữ liệu khí hậu của Yeongwol | Dữ liệu khí hậu của Yeongwol | Dữ liệu khí hậu của Yeongwol |
| Tháng                                    | 1                            | 2                            | 3                            | 4                            | 5                            | 6                            | 7                            | 8                            | 9                            | 10                           | 11                           | 12                           | Năm                          |
| ---------------------------------------- | ---------------------------- | ---------------------------- | ---------------------------- | ---------------------------- | ---------------------------- | ---------------------------- | ---------------------------- | ---------------------------- | ---------------------------- | ---------------------------- | ---------------------------- | ---------------------------- | ---------------------------- |
| Cao kỉ lục °C (°F)                       | 12.3 (54.1)                  | 20.6 (69.1)                  | 25.1 (77.2)                  | 33.3 (91.9)                  | 35.3 (95.5)                  | 35.6 (96.1)                  | 37.2 (99.0)                  | 38.7 (101.7)                 | 33.6 (92.5)                  | 28.4 (83.1)                  | 25.1 (77.2)                  | 15.5 (59.9)                  | 38.7 (101.7)                 |
| Trung bình ngày tối đa °C (°F)           | 2.2 (36.0)                   | 5.5 (41.9)                   | 11.1 (52.0)                  | 18.7 (65.7)                  | 23.9 (75.0)                  | 27.5 (81.5)                  | 28.9 (84.0)                  | 29.5 (85.1)                  | 25.5 (77.9)                  | 20.0 (68.0)                  | 11.6 (52.9)                  | 4.4 (39.9)                   | 17.4 (63.3)                  |
| Trung bình ngày °C (°F)                  | −4.0 (24.8)                  | −1.2 (29.8)                  | 4.4 (39.9)                   | 11.3 (52.3)                  | 16.6 (61.9)                  | 20.8 (69.4)                  | 23.6 (74.5)                  | 24.0 (75.2)                  | 19.1 (66.4)                  | 12.4 (54.3)                  | 4.7 (40.5)                   | −1.9 (28.6)                  | 10.8 (51.4)                  |
| Tối thiểu trung bình ngày °C (°F)        | −9.6 (14.7)                  | −7.4 (18.7)                  | −1.9 (28.6)                  | 4.0 (39.2)                   | 9.7 (49.5)                   | 15.2 (59.4)                  | 19.8 (67.6)                  | 20.2 (68.4)                  | 14.5 (58.1)                  | 6.8 (44.2)                   | −0.9 (30.4)                  | −7.2 (19.0)                  | 5.3 (41.5)                   |
| Thấp kỉ lục °C (°F)                      | −23.5 (−10.3)                | −23.1 (−9.6)                 | −15.5 (4.1)                  | −6.9 (19.6)                  | 1.7 (35.1)                   | 4.1 (39.4)                   | 10.8 (51.4)                  | 11.5 (52.7)                  | 3.7 (38.7)                   | −5.6 (21.9)                  | −11.7 (10.9)                 | −19.5 (−3.1)                 | −23.5 (−10.3)                |
| Lượng Giáng thủy trung bình mm (inches)  | 21.3 (0.84)                  | 25.3 (1.00)                  | 50.0 (1.97)                  | 70.5 (2.78)                  | 87.4 (3.44)                  | 143.9 (5.67)                 | 292.3 (11.51)                | 291.7 (11.48)                | 150.3 (5.92)                 | 40.1 (1.58)                  | 32.2 (1.27)                  | 19.3 (0.76)                  | 1.224,1 (48.19)              |
| Số ngày giáng thủy trung bình (≥ 0.1 mm) | 6.9                          | 6.7                          | 9.0                          | 8.9                          | 9.2                          | 10.0                         | 16.6                         | 15.5                         | 10.3                         | 6.5                          | 7.4                          | 6.4                          | 113.4                        |
| Số ngày tuyết rơi trung bình             | 9.2                          | 7.1                          | 5.3                          | 0.2                          | 0.0                          | 0.0                          | 0.0                          | 0.0                          | 0.0                          | 0.1                          | 2.3                          | 6.1                          | 30.3                         |
| Độ ẩm tương đối trung bình (%)           | 63.9                         | 60.6                         | 58.7                         | 55.0                         | 63.8                         | 70.5                         | 79.9                         | 79.3                         | 76.9                         | 73.1                         | 68.4                         | 66.8                         | 68.1                         |
| Số giờ nắng trung bình tháng             | 178.6                        | 173.0                        | 192.7                        | 207.3                        | 213.6                        | 187.3                        | 133.1                        | 149.1                        | 154.4                        | 175.6                        | 153.3                        | 172.8                        | 2.090,9                      |
| Phần trăm nắng có thể                    | 58.0                         | 56.6                         | 52.0                         | 52.6                         | 48.7                         | 42.6                         | 29.7                         | 35.5                         | 41.4                         | 50.3                         | 50.0                         | 57.7                         | 46.9                         |
| Nguồn:                                   |                              |                              |                              |                              |                              |                              |                              |                              |                              |                              |                              |                              |                              |